# Henry Haslam
Henry North Haslam (ur. 5 czerwca 1879 w Worksop, zm. 13 października 1942 w Nottingham) – brytyjski piłkarz. Jako zawodnik Upton Park F.C. reprezentował Wielką Brytanię na Letnich Igrzyskach Olimpijskich 1900 w Paryżu, z którą zdobył złoty medal. 
Był jedynym synem zarządcy majątku księcia Newcastle w Newark i Nottingham Joela Haslama. Uczęszczał do Uppingham School. W rodzinnym Worksop grał w krykieta i piłkę nożną dla lokalnej drużyny. Grał również dla Tonbridge Angels F.C., Tunbridge Wells, Barnet i West Norwood.
Na igrzyskach Upton Park rozegrało jedno spotkanie, przeciwko reprezentującemu Francję Union des Sociétés Françaises de Sports Athlétiques (USFSA). Mecz zakończył się rezultatem 0:4 dla Brytyjczyków. Haslam rozegrał mecz w pełnym wymiarze czasowym, nie strzelając żadnej bramki. Był kapitanem drużyny. W raporcie meczowym, jak i w olimpijskiej  bazie danych  figuruje jako A. Haslam.
W latach 1915–1920 był rezerwistą w West Yorkshire Regiment, pracował również jako urzędnik. W drugiej połowie lat 20. stracił pracę i próbował żyć z zasiłku ojca. W 1926 skazano go na 12 miesięcy więzienia i ciężkie roboty za włamanie do sklepu. W 1937 został skazany na 3 miesiące za kradzież.